# Équipe d'Angleterre de rugby à XV au Tournoi des Six Nations 2011
L'équipe d'Angleterre termine première du Tournoi des six nations 2011, après avoir remporté quatre victoires et connu une seule défaite contre l'Irlande. L'Angleterre remporte ce tournoi sans pour autant réaliser le grand chelem.

## Effectif

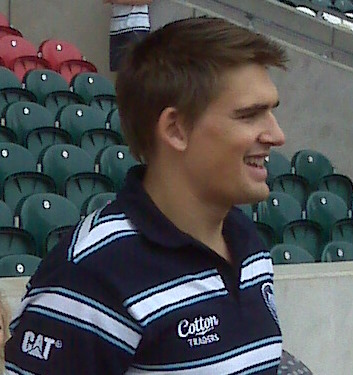
Toby Flood

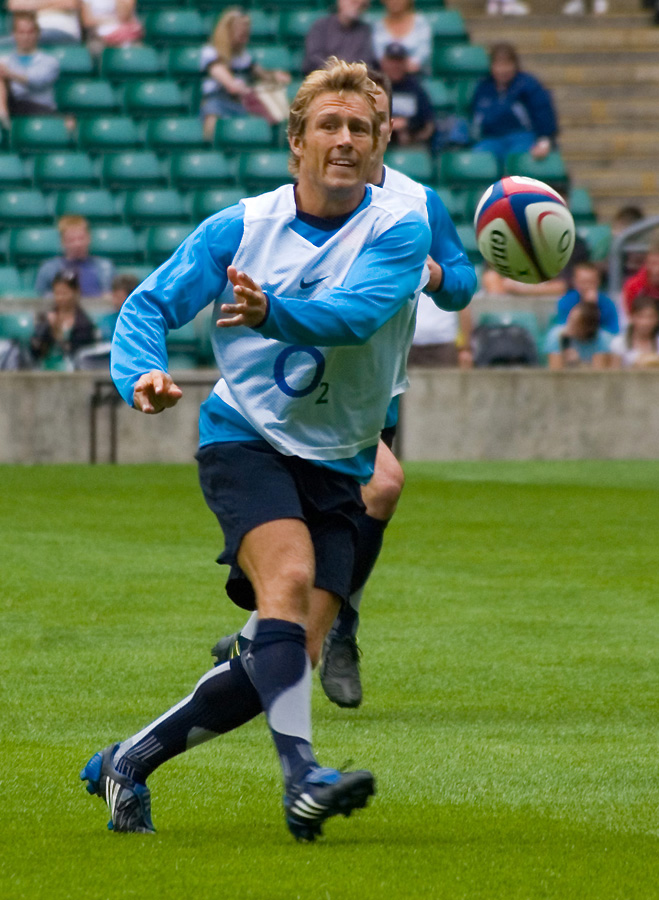
Jonny Wilkinson

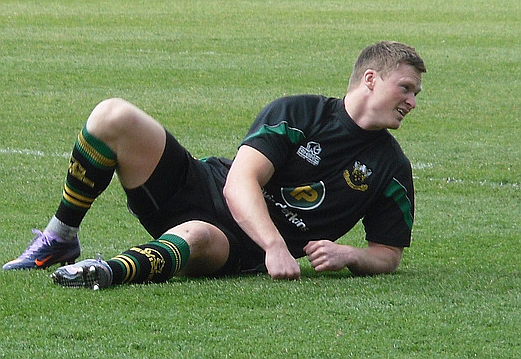
Chris Ashton

### Première Ligne
- Dan Cole (5 matchs, 5 titulaire)
- Alex Corbisiero (4 matchs, 3 titulaire, 1 remplaçant)
- Paul Doran-Jones (2 matchs, 2 remplaçant)
- Dylan Hartley (5 matchs, 5 titulaire)
- Andrew Sheridan (2 matchs, 2 titulaire)
- Steve Thompson (5 matchs, 5 remplaçant)
- David Wilson (2 matchs, 2 remplaçant)

### Deuxième Ligne
- Louis Deacon (5 matchs, 5 titulaire)
- Tom Palmer (5 matchs, 5 titulaire)
- Simon Shaw (5 matchs, 5 remplaçant)

### Troisième Ligne
- Tom Croft (2 matchs, 2 remplaçant)
- Nick Easter (5 matchs, 5 titulaire, 1 capitaine)
- Hendre Fourie (2 matchs, 2 remplaçant)
- James Haskell (5 matchs, 5 titulaire)
- Tom Wood (5 matchs, 5 titulaire)
- Joe Worsley (1 match, 1 remplaçant)

## Demi de mêlée
- Danny Care (5 matchs, 5 remplaçant)
- Ben Youngs (5 matchs, 5 titulaire)

### Demi d'ouverture
- Toby Flood (5 matchs, 5 titulaire)
- Jonny Wilkinson (5 matchs, 5 remplaçant)

### Trois-quarts centre
- Matt Banahan (4 matchs, 1 titulaire, 3 remplaçant)
- Shontayne Hape (5 matchs, 5 titulaire)
- Mike Tindall (4 matchs, 4 titulaire, 4 capitaine)

### Trois-quarts aile
- Chris Ashton (5 matchs, 5 titulaire)
- Mark Cueto (5 matchs, 5 titulaire)
- David Strettle (1 match, 1 remplaçant)

### Arrière
- Ben Foden (5 matchs, 5 titulaire)

## Résultats des matchs

### Calendrier
- Le 4 février, victoire 26-19 contre l'équipe du pays de Galles à Cardiff
- Le 12 février, victoire 59-13 contre l'équipe d'Italie au Stade de Twickenham
- Le 26 février, victoire 17-9 contre l'équipe de France au Stade de Twickenham
- Le 13 mars, victoire 22-16 contre l'équipe d'Écosse au Stade de Twickenham
- Le 19 mars, défaite 24-8 contre l'équipe d'Irlande à Dublin

### Galles - Angleterre
Homme du match :  Toby Flood
Points marqués :
- Galles : 1 essai de Stoddart (60e) ; 1 transformation de S. Jones (60e) ; 3 pénalités de S. Jones (22e, 28e, 43e) et 1 de Hook (69e)
- Angleterre : 2 essais d'Ashton (13e, 55e) ;  2 transformations de Flood (14e, 56e) ; 3 pénalités de Flood (18e, 31e, 46e) et 1 de Wilkinson (75e)

Évolution du score : 0-7, 0-10, 3-10, 6-10, 6-13, 9-13, 9-16, 9-23, 16-23, 19-23, 19-26
Arbitre :  Alain Rolland
Résumé

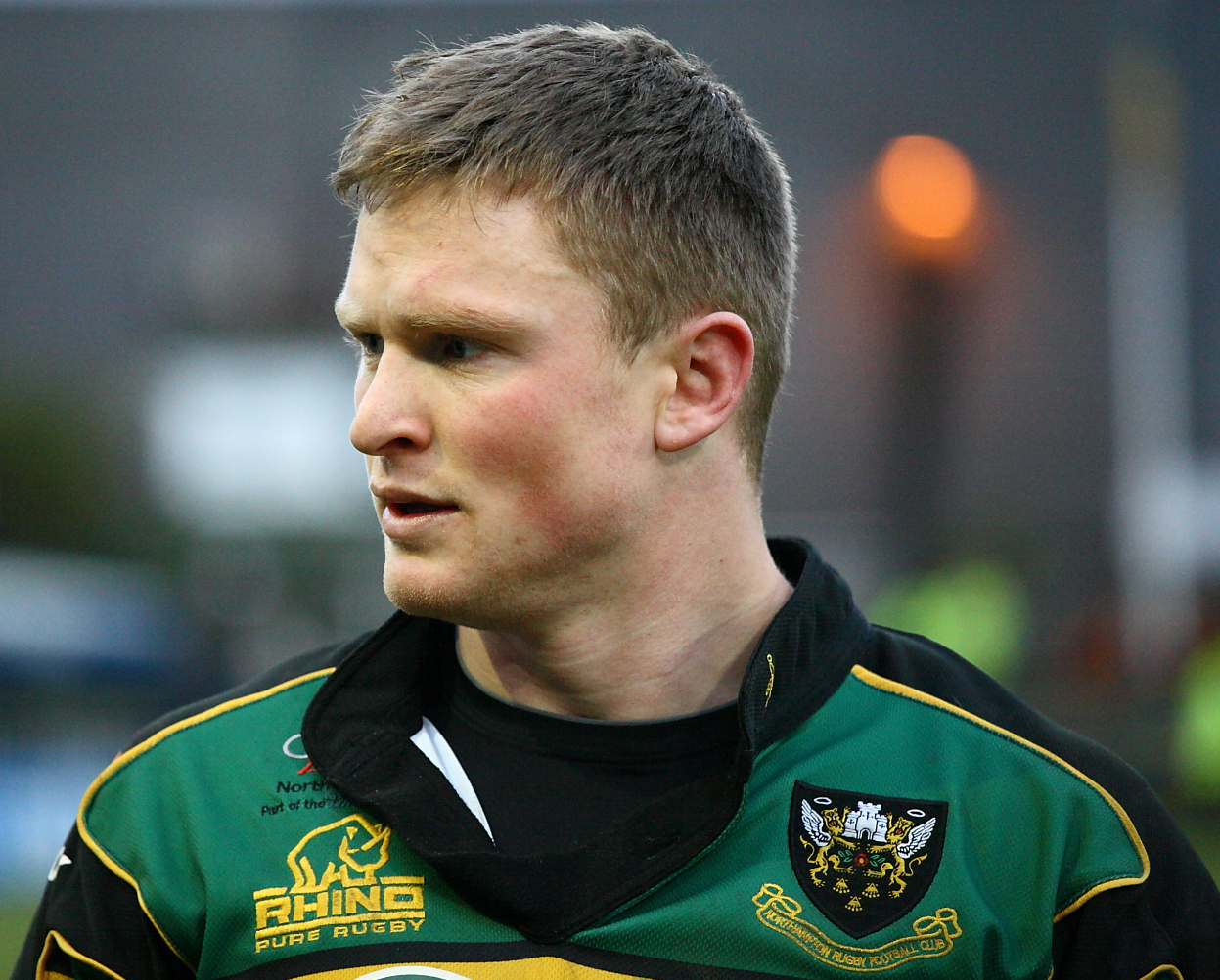
Chris Ashton marque les deux essais anglais.

Les Gallois entament la rencontre avec plusieurs temps de jeu mais ne concrétisent pas leur temps fort car James Hook et Stephen Jones manquent chacun une pénalité. Les Anglais ouvrent le score grâce à un essai de Chris Ashton marqué à la suite d'une percée de Toby Flood dans la défense galloise. Flood passe la transformation. Puis, il marque une pénalité à la 18e à laquelle répond Stephen Jones à la 22e. La défense anglaise est solide et n'est mise en danger que sur des contres gallois. Sur l'un d'eux, Louis Deacon commet une faute en plongeant dans un regroupement. Il est expulsé pour dix minutes et Jones passe la pénalité pour ramener son équipe à 6-10. Malgré leur infériorité numérique, les Anglais font le jeu et poussent l'adversaire à la faute : Flood marque trois points de plus et la mi-temps est sifflée sur un avantage de 13 à 6 pour le XV de la rose.
En début de seconde période, Ashton commet une faute exploitée par Jones qui réduit l'écart grâce à une nouvelle pénalité. Le XV de la rose poursuit la percussion des lignes galloise et 
Craig Mitchell commet une faute en plongeant dans un regroupement. Il reçoit un carton jaune. Puis sur une nouvelle attaque des Anglais, Ashton réalise le doublé en marquant un essai en bout de ligne que Flood transforme. Menés 23 à 9, les Gallois réagissent aussitôt et marquent un essai par Morgan Stoddart. Jones réussit la transformation. À la 70e James Hook marque une pénalité qui ramène les diables rouges à quatre points. Sur une nouvelle faute galloise, Jonny Wilkinson marque une pénalité à cinq minutes de la fin de la rencontre qui voit la victoire des Anglais à Cardiff sur le score de 26 à 19.
| Pays de Galles · Titulaires · James Hook 15 · Morgan Stoddart 14 · Jamie Roberts 13 · Jonathan Davies 12 · Shane Williams 11 · 67e Stephen Jones 10 · 69e Mike Phillips 9 · 33e Andy Powell 8 · Sam Warburton 7 · 52' à 57' 69e Dan Lydiate 6 · Bradley Davies 5 · Alun Wyn Jones 4 · 46e à 56e 71e Craig Mitchell 3 · 70e (cap.) Matthew Rees 2 · Paul James 1 · Remplaçants · 70e Richard Hibbard 16 · 52e 57e 71e John Yapp 17 · 33e Ryan Jones 18 · 69e Jonathan Thomas 19 · 69e Dwayne Peel 20 · Rhys Priestland 21 · 67e Lee Byrne 22 · Entraîneur · Warren Gatland |  | Angleterre · Titulaires · 15 Ben Foden · 14 Chris Ashton · 13 Mike Tindall (cap.) · 12 Shontayne Hape · 11 Mark Cueto · 10 Toby Flood 63e · 9 Ben Youngs 62e · 8 Nick Easter · 7 James Haskell 62e, · 6 Tom Wood · 5 Tom Palmer · 4 Louis Deacon 27e à 37e 69e · 3 Dan Cole · 2 Dylan Hartley 69e · 1 Andrew Sheridan 61e · Remplaçants · 16 Steve Thompson 69e · 17 David Wilson 61e · 18 Simon Shaw 69e · 19 Joe Worsley 62e · 20 Danny Care 62e · 21 Jonny Wilkinson 63e · 22 Matt Banahan · Entraîneur · Martin Johnson |

### Angleterre - Italie
Homme du match :  Chris Ashton
Points marqués :
- Angleterre : 8 essais d'Ashton (2e, 24e, 54e, 75e), de Cueto (29e), de Tindall (34e), de Care (57e) et de Haskell (71e) ; 8 transformations de Flood (2e, 25e, 31e, 35e, 54e) et de Wilkinson (58e, 72e, 76e) ; 1 pénalité de Flood (10e)
- Italie : 1 essai d'Ongaro (69e) ;  1 transformation de Bergamasco (70e) ; 2 pénalités de Bergamasco (4e, 12e)

Évolution du score : 7-0, 7-3, 10-3, 10-6, 17-6, 24-6, 31-6, 38-6, 45-6, 45-13, 52-13, 59-13 
Arbitre :  Craig Joubert
Résumé

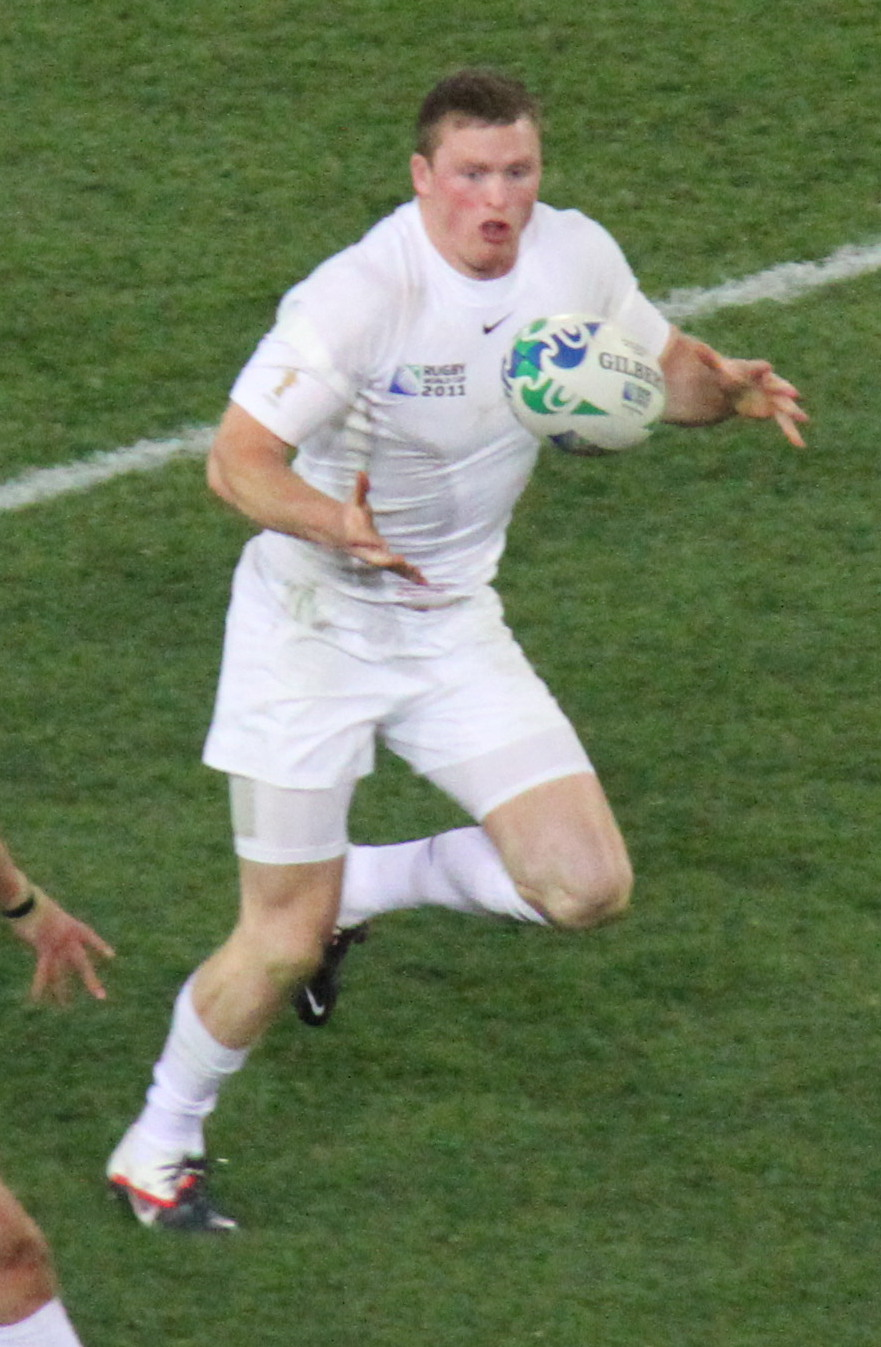
Chris Ashton auteur d'un quadruplé et élu homme du match

Lors de cette deuxième journée du Tournoi, l'Angleterre ne permet pas à l'Italie de croire une seule minute à un résultat en terre britannique. En effet, dès la 2e minute l'ailier Ashton, récupère une passe de Flood, et marque en plongeant (7-0). Les Anglais dominent mais commettent beaucoup de fautes, ce qui permet à l'Italien Bergamasco de ramener son équipe au score (10-06). À la 24e minute, à la suite d'un maul, le ballon est écarté sur Shontayne Hape qui perce et retrouve Ashton à l'intérieur et qui marque. Flood transforme (17-6). Cinq minutes plus tard, les Anglais déroulent après une touche dans les 22 mètres italiens et Cueto perce et marque après une passe redoublée au centre du terrain (24-6). À la 34e minute, à la suite d'une touche, Nick Easter perce au centre, et adresse une chistera à Tindall venu à hauteur qui n'a plus qu'à conclure dans l'en but adverse (31-6). La mi-temps est sifflée sur ce score et la domination anglaise continue en seconde période.
À la 55e minute, Matt Banahan, tout juste rentré, transperce le camp italien mais est stoppé à un mètre de la ligne de but. Ashton vient au soutien, récupère et aplatit le ballon pour son troisième essai personnel (38-06). Quatre minutes plus tard, Danny Care, tout juste entré en jeu, s'infiltre dans un trou de souris autour d'une mêlée spontanée et file tout seul à l'essai (45-06). La réaction italienne n'intervient qu'à la 69e minute sur un essai d'avant. Le pack bleu progresse dans les 5 mètres anglais et Ongaro aplatit. Bergamasco transforme (45-13). L'essai des transalpins a pour conséquence de réveiller les anglais qui réagissent dès le coup de renvoi. Après une pénalité jouée rapidement par Care, le demi de mêlée transmet à Hape qui passe les bras pour Haskell qui crochète son défenseur et aplatit (52-15). À la 75e minute, les Italiens sont contrés en touche, le ballon circule jusqu'à Ashton qui reprend l'intérieur et s'en va marquer son quatrième essai. Wilkinson transforme et marque les derniers points de l'équipe d'Angleterre qui surclasse dans tous les domaines son adversaire du jour (59 - 13).
| Angleterre · Titulaires · Ben Foden 15 · Chris Ashton 14 · (cap.) Mike Tindall 13 · Shontayne Hape 12 · 49e Mark Cueto 11 · 55e Toby Flood 10 · 55e Ben Youngs 9 · Nick Easter 8 · James Haskell 7 · 61e Tom Wood 6 · Tom Palmer 5 · 45e Louis Deacon 4 · 61e Dan Cole 3 · 49e Dylan Hartley 2 · Alex Corbisiero 1 · Remplaçants · 49e Steve Thompson 16 · 61e David Wilson 17 · 45e Simon Shaw 18 · 61e Hendre Fourie 19 · 55e Danny Care 20 · 55e Jonny Wilkinson 21 · 49e Matt Banahan 22 · Entraîneur · Martin Johnson |  | Italie · Titulaires · 15 Luke McLean 79e · 14 Andrea Masi 62e · 13 Gonzalo Canale · 12 Alberto Sgarbi 58e · 11 Mirco Bergamasco · 10 Luciano Orquera · 9 Fabio Semenzato · 8 Sergio Parisse (cap.) · 7 Alessandro Zanni · 6 Valerio Bernabo 53e · 5 Quintin Geldenhuys · 4 Carlo Del Fava 46e · 3 Martin Castrogiovanni 43e à 53e 56e · 2 Leonardo Ghiraldini 66e · 1 Salvatore Perugini · Remplaçants : · 16 Fabio Ongaro 66e · 17 Andrea Lo Cicero 56e · 18 Santiago Dellapè 46e · 19 Robert Barbieri 53e · 20 Pablo Canavosio 62e · 21 Kris Burton 79e · 22 Gonzalo García 58e · Entraîneur · Nick Mallett |

### Angleterre - France
Homme du match :  Tom Palmer
Points marqués :
- Angleterre : 1 essai de Foden (41e) ; 4 pénalités de Flood (4e, 12e, 16e) et de Wilkinson (51e)
- France : 3 pénalités de Yachvili (6e, 18e, 21e)

Évolution du score : 3-0, 3-3, 6-3, 9-3, 9-6, 9-9, 14-9, 17-9 
Arbitre :  George Clancy
Résumé

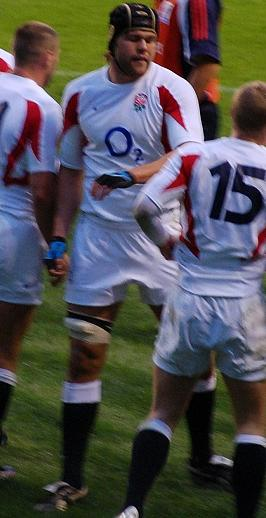
Tom Palmer est élu homme du match.

La France s'incline face à l'Angleterre après lui avoir tenu tête pendant une mi-temps. La réussite dans le jeu des Britanniques prend le dessus sur la puissance du pack français. Le match trouve son rythme dans les nombreuses fautes de main des deux équipes et des fautes de positions. La première période est marquée par un duel de buteurs entre Toby Flood et Dimitri Yachvili qui laisse les deux équipes à égalité à la mi-temps (9-9).
De retour des vestiaires, les hommes de Martin Johnson monopolisent la possession du ballon et imposent leur domination devant des Français aux abonnés absents. À la 41e minute, les Anglais bénéficient d'une mêlée à cinq mètres. Sur un renversement, l'arrière Ben Foden arrive lancé, percute Trinh-Duc avant d'aplatir. En coin, Flood manque la transformation et l'Angleterre mène (14-9). Deux minutes plus tard, les Bleus évitent la correction[non neutre] quand Chris Ashton commet un en-avant au moment d'aplatir. À la 52e minute, les Français continuent de subir et Jonny Wilkinson marque une pénalité de 50 mètres (17-9). À vingt minutes de la fin, le XV de France se reprend mais ne parvient pas à réduire l'écart au score. La pénalité de Yachvili rebondit sur le poteau gauche, et, à la 58e minute, François Trinh-Duc tape au pied à suivre pour Aurélien Rougerie mais ce-dernier ne maîtrise pas le ballon avant d'aplatir sur la ligne d'en-but. Les Anglais maîtrisent les assauts des Français jusqu'à la fin du match. Le XV de la Rose reste en course pour remporter le Tournoi 2011 et réaliser le grand chelem.
| Angleterre · Titulaires · Ben Foden 15 · Chris Ashton 14 · (cap.) Mike Tindall 13 · 75e Shontayne Hape 12 · Mark Cueto 11 · 51e Toby Flood 10 · 65e Ben Youngs 9 · Nick Easter 8 · James Haskell 7 · Tom Wood 6 · Tom Palmer 5 · 71e Louis Deacon 4 · 75e Dan Cole 3 · 66e Dylan Hartley 2 · 23e Andrew Sheridan 1 · Remplaçants · 66e Steve Thompson 16 · 23e Alex Corbisiero 17 · 71e Simon Shaw 18 · 75e Hendre Fourie 19 · 65e Danny Care 20 · 51e Jonny Wilkinson 21 · 75e Matt Banahan 22 · Entraîneur · Martin Johnson |  | France · Titulaires · 15 Clément Poitrenaud 59e · 14 Yoann Huget · 13 Aurélien Rougerie · 12 Yannick Jauzion · 11 Vincent Clerc · 10 François Trinh-Duc 66e · 9 Dimitri Yachvili 61e · 8 Sébastien Chabal 51e · 7 Imanol Harinordoquy · 6 Thierry Dusautoir (cap.) · 5 Lionel Nallet · 4 Julien Pierre 61e · 3 Nicolas Mas · 2 William Servat 75e · 1 Thomas Domingo 59e · Remplaçants : · 16 Guilhem Guirado 75e · 17 Sylvain Marconnet 59e · 18 Jérôme Thion 61e · 19 Julien Bonnaire 51e · 20 Morgan Parra 61e · 21 Damien Traille 51e · 22 Alexis Palisson 66e · Entraîneur · Marc Lièvremont |

### Angleterre - Écosse
Homme du match :  James Haskell
Points marqués :
- Angleterre : 1 essai de Croft (67e) ; 1 transformation de Wilkinson (68e) ; 5 pénalités de Flood (15e, 23e, 29e, 57e) et de Wilkinson (79e)
- Écosse : 1 essai de Evans (74e) ; 1 transformation de Paterson (74e) ; 2 pénalités de Paterson (3e, 20e) ; 1 drop de Jackson (40e)

Évolution du score : 0-3, 3-3, 3-6, 6-6, 9-6, 9-9, 12-9, 19-9, 19-16, 22-16 
Arbitres : 

 Romain Poite  59e  (sur blessure)  

 Jérôme Garcès  59e 
| Angleterre · Titulaires · Ben Foden 15 · Chris Ashton 14 · 40e (cap.) Mike Tindall 13 · Shontayne Hape 12 · Mark Cueto 11 · 65e Toby Flood 10 · 55e Ben Youngs 9 · Nick Easter 8 · James Haskell 7 · 65e Tom Wood 6 · Tom Palmer 5 · 65e Louis Deacon 4 · 74e Dan Cole 3 · 65e Dylan Hartley 2 · Alex Corbisiero 1 · Remplaçants · 65e Steve Thompson 16 · 74e Paul Doran-James 17 · 65e Simon Shaw 18 · 65e Tom Croft 19 · 55e Danny Care 20 · 65e Jonny Wilkinson 21 · 40e Matt Banahan 22 · Entraîneur · Martin Johnson |  | Écosse Titulaires · 15 Chris Paterson · 14 Simon Danielli · 13 Joe Ansbro 72e · 12 Sean Lamont · 11 Max Evans · 10 Ruaridh Jackson 55e · 9 Rory Lawson 55e · 8 Kelly Brown 42e · 7 John Barclay · 6 Nathan Hines 68e · 5 Alastair Kellock (cap.) · 4 Richie Gray · 3 Moray Low 52e · 2 Ross Ford 65e · 1 Allan Jacobsen · Remplaçants · 16 Scott Lawson 65e · 17 Geoff Cross 52e · 18 Richie Vernon 52e · 19 Alasdair Strokosch 68e · 20 Mike Blair 55e · 21 Dan Parks 55e · 22 Nick De Luca 72e · Entraîneur · Andy Robinson |

### Irlande - Angleterre
Homme du match :  Jonathan Sexton
Points marqués :
- Irlande : 2 essais de Bowe (28e) et de O'Driscoll (47e) ; 1 transformation Sexton (49e) ; 4 pénalités de Sexton (7e, 15e, 22e, 38e)
- Angleterre : 1 essai de Thompson (53e) ; 1 pénalité de Flood (32e)

Évolution du score : 3-0, 6-0, 9-0, 14-0, 14-3, 17-3, 24-3, 24-8
Arbitre :  Bryce Lawrence
Résumé
L'Irlande remporte sa dernière rencontre du tournoi des six nations 2011 face à l'Angleterre alors que les Anglais jouaient le Grand Chelem à Dublin. Ce net succès permet aux Irlandais de finir troisième du tournoi. À cette occasion, Brian O'Driscoll rentre une nouvelle fois dans l'histoire en devenant le meilleur marqueur de l'histoire du Tournoi des Six Nations avec 25 essais.
| Irlande · Titulaires · Keith Earls 15 · Tommy Bowe 14 · (cap.) Brian O'Driscoll 13 · 79e Gordon D'Arcy 12 · Andrew Trimble 11 · 70e Jonathan Sexton 10 · 79e Eoin Reddan 9 · Jamie Heaslip 8 · 72e David Wallace 7 · Sean O'Brien 6 · 79e Paul O'Connell 5 · Donncha O'Callaghan 4 · 58e Mike Ross 3 · 79e Rory Best 2 · Cian Healy 1 · Remplaçants · 79e Sean Cronin 16 · 58e Tom Court 17 · 79e Leo Cullen 18 · 72e Denis Leamy 19 · 79e Peter Stringer 20 · 70e Ronan O'Gara 21 · 79e Paddy Wallace 22 · Entraîneur · Declan Kidney |  | Angleterre · Titulaires · 15 Ben Foden · 14 Chris Ashton · 13 Matt Banahan (cap.) · 12 Shontayne Hape · 11 Mark Cueto 66e · 10 Toby Flood 50e · 9 Ben Youngs 36e à 46e 45e · 8 Nick Easter · 7 James Haskell, · 6 Tom Wood · 5 Tom Palmer 26e · 4 Louis Deacon 55e · 3 Dan Cole 52e · 2 Dylan Hartley 52e · 1 Alex Corbisiero · Remplaçants · 16 Steve Thompson 52e · 17 Paul Doran-Jones 52e · 18 Simon Shaw 26e · 19 Tom Croft 55e · 20 Danny Care 45e · 21 Jonny Wilkinson 50e · 22 David Strettle 66e · Entraîneur · Martin Johnson |

## Statistiques

### Meilleur réalisateur
- Toby Flood : 50 points
- Chris Ashton : 30 points
- Jonny Wilkinson : 17 points

### Meilleur marqueur d'essais
- Chris Ashton : 6 essais
- Danny Care : 1 essai
- Tom Croft : 1 essai
- Mark Cueto : 1 essai
- Ben Foden : 1 essai
- James Haskell : 1 essai
- Steve Thompson : 1 essai
- Mike Tindall : 1 essai